# George Wallington Trio
| Recensione | Giudizio |
| ---------- | -------- |
| AllMusic   |          |

George Wallington Trio è il primo album discografico solista del pianista jazz statunitense George Wallington (a nome George Wallington Trio), pubblicato dall'etichetta discografica Progressive Records nel luglio del 1952.

## Tracce

### LP
Lato A (4178)
Musiche di George Wallington, eccetto dove indicato.
1. Twins – 2:19
2. Polka Dot – 2:56
3. I'll Remember April – 2:32 (testo: Patricia Johnston, Don Raye – musica: Gene de Paul)
4. High Score – 2:51

Lato B (4179)
Musiche di George Wallington, eccetto dove indicato.
1. Hyacinth – 2:41
2. Joy Bell – 2:25
3. I Didn't Know What Time It Was – 2:19 (testo: Lorenz Hart – musica: Richard Rodgers)
4. Fine and Dandy – 3:05 (testo: Paul James (James Paul Warburg) – musica: Kay Swift)

## Formazione
- George Wallington – piano
- Curly Russell – contrabbasso
- Max Roach – batteria

Note aggiuntive
- Ozzie Cadena – produttore[2]
- Gus Grant – supervisione, note retrocopertina album originale
- Burt Goldblatt – illustrazione copertina frontale album originale[3]